# Cal Frare (Sant Julià de Ramis)
Cal Frare o Cal Ferrer és una masia al veïnat d'Olivars (municipi de Sant Julià de Ramis, (el Gironès)) protegida com a bé cultural d'interès local.
És una masia de planta baixa i pis, teulat a doble vessant amb ràfec de sis filades, tres de planes en dent de serra i tres de teula girada. La façana està orientada a solana, amb porta de llinda plana i data de 1584. La llinda plana de l'entrada té gravat: "REAFELLIS SININOL ME FESIT - iii MENSIS Iunyiu any 1584.
A sobre hi ha una finestra de llinda plana bisellada i ampit de motllures. A la seva esquerra hi ha una finestra de llinda plana datada el 1621, fruit d'una ampliació. A la façana s'han afegit cossos de galliners. És curiós trobar una masia de formes tan pures. A l'interior, els baixos tenen les quadres i la cuina, el pis de dalt la sala i les cambres. És de tres crugies perpendiculars a façana, amb escala al mig i tocant a nord.